# اتحاد الدوسن
نادي اتحاد الدوسن هو نادي من ولاية بسكرة يمثل بلدية الدوسن، أُسس سنة 1971  م، وهو من أعرق أندية الولاية، وينشط الآن في بطولة الجهوي الأول باتنة.

## تاريخ
ضل النادي منذ تأسيسه يتخبط في الأقسام السفلى (الولائي والشرفي) إلى غاية سنة 2009  م حيث حقق النادي صعودا تاريخيا من الجهوي الثاني إلى الجهوي الأول إلى غاية بطولة ما بين الرابطات على التوالي ويعتبر النادي الثاني بعد اتحاد بسكرة الذي يحقق هذا الصعود، وبقيادة المدرب بريك وفي ظروف مادية صعبة وانعدام الملعب آنذاك حيث اضطر الندي إلى الاستقبال بملعب سيدي خالد مما أثر سلبا على الفريق حيث افتقد عامل الأرض والجمهور مما تسبب في العودة إلى الجهوي الأول.

## المشاركة في كأس الجمهورية
حقق اتحاد الدوسن التأهل في أربع مناسبات متتالية  إلى دور32  كأول نادي في الولاية يحقق هذا الإنجاز، وكان ذلك مواسم:
- 2009/2010 وخرج منه على يد وفاق سطيف بنتيجة 1 – 8.
- 2010/2011 وخرج منه على يد مولودية العلمة بنتيجة 0–2.
- 2011/2012 على حساب شبيبة الساورة بنتيجة 1 – 5.
- 2012/2013 على حساب اتحاد بلعباس بنتيجة 1-4 (و.إ).